# Biblioteca de Coisas
Uma Biblioteca de Coisas descreve coleções não-tradicionais que são disponibilizadas em bibliotecas, e pode incluir utensílios de cozinha, ferramentas, equipamentos de jardinagem e sementes, eletrónica, brinquedos e jogos, arte, kits de ciência, materiais para artesanato, instrumentos musicais, equipamentos de lazer, e muito mais. Estes novos tipos de coleções variam muito, mas vão muito além dos livros, revistas e meios de comunicação que têm sido o principal foco de coleções das bibliotecas no passado.
O movimento The Library of Things é uma tendência crescente no público, acadêmico, especiais e bibliotecas nos Estados Unidos. Há também free-standing organizações fora de bibliotecas que oferecem empréstimo de serviços, como ferramenta de bibliotecas, bibliotecas de brinquedos, independente ou não de lucros. Estes empréstimos centros e coleções de biblioteca são todos uma parte do compartilhamento de economia. Muitas dessas bibliotecas estão oferecendo ferramentas e equipamentos que são úteis para ter acesso, tais como utensílios de cozinha especializada ou nicho de itens de tecnologia, mas são difíceis de adquirir e armazenar. Biblioteca de Coisas coleções são muitas vezes apoiados por uma programação educativa e eventos públicos.